# کاتومانا
کاتومانا (به لاتین: Katumana) یک منطقهٔ مسکونی در سری‌لانکا است که در استان مرکزی (سری‌لانکا) واقع شده‌است.